# 香港—德國關係
香港—德国关系是指歷史上的香港和德國，以至現在香港特別行政區與德意志聯邦共和國之間的雙邊關係，在香港主權移交前為英德關係、現則為中德關係的一部份。

## 历史
德国与香港的双边关系可以追溯到两德统一之前，当时香港还是英国的殖民地，并且大多遵循伦敦的外交政策。汉堡自由市是德国第一个自由市，在1854年派驻香港领事
自1869年起，德国驻香港中环总领事馆一直是德国在香港的代表机构。  
1997年香港主权移交后，两者之间的联系仍在继续。香港基本法第151条、第153条和第155条允许香港与外国缔结非军事双边协定，而第152条允许香港加入国际组织。 而香港驻柏林经济贸易办事处于2011年成立。

## 贸易
德国是香港在欧洲最重要的贸易伙伴，在香港的全球贸易伙伴中排名第十。 另一方面，香港是德国在亚洲的第九大贸易伙伴。 
2014年，香港出口至德国的货物价值为150亿港元，而从德国进口至香港的货物价值为58.9亿港元。香港的主要出口产品是电动机（9.7%）和贱金属手表（4.4%）。德国向香港出口的主要产品是汽车（12%）和测量仪器（>3.2%）。  截至2015年6月1日，共有87家德国公司在香港设有地区总部，另有121家在香港设有地区办事处。 

## 社会和文化
截至2014年底，约有1,050名德国国民居住在香港，反映出德国在香港的多元化活动。2015年，香港接待了213,802名德国游客。香港德国商会是香港最大的欧盟商会之一，为香港、亚太地区和德国提供交流机会。 
德国和香港均提供“工作假期计划”。该计划允许 300 名年轻人前往德国或香港度假，并根据需要从事临时工作，以支付最长 12 个月的访问费用。  此外，德国和香港大学还建立了大量的研究和教育合作伙伴关系。 

## 事件

### 2014年雨伞运动
2014年，香港爆发了一场大规模的抗议活动——雨伞运动，以争取香港的民主。德国总理默克尔对此事件作出回应，并且向香港政府施压，强调香港的言论自由应受到法律保障。 在香港政务司司长林郑月娥出席庆祝两德统一24 周年的活动中，德国驻香港总领事尼古拉斯·格拉夫·兰姆斯多夫 (Nikolaus Graf Lambsdorff) 回应这一事件，强调：“ ……尤其是考虑到我们德国近代的历史，我相信香港可以为其年轻而感到自豪。我相信，让香港更加民主的努力不仅对香港的政治有利，而且对经济也有利。” 在莱比锡举行的统一派对上，德国总统约阿希姆·高克将香港民主抗议者的精神与 20 世纪 80 年代末和 90 年代初的德国抗议者进行了比较。他说，抗议者“克服了对压迫者的恐惧，因为他们对自由的渴望更加强烈”。 该声明是高克会见中国总理李克强的前一天发表的。 
雨伞运动期间，有七名警员因七警案事件被起诉。这些警察于2017年2月被判入狱。香港警察和支持者举行大规模集会，支持警察。在群众集会期间，一名发言者将警察描述为二战中受迫害的犹太人。对此，德国领事馆通过脸书表示，将遭受纳粹国家当局屠杀和镇压的犹太受害者与因滥用权力而被判刑的香港警察进行比较是绝对不恰当的。 

### 2016年维尔茨堡火车袭击事件
2016年维尔茨堡火车袭击事件中，4名香港人在火车上受到袭击并受重伤。香港行政长官谴责了这起袭击案件，并派出入境官员陪同受害者亲属前往德国。香港驻柏林经济贸易办事处人员亦已派员前往探望伤者。    作为对这一事件的回应，香港政府对德国发布了琥珀警报。  

### 反對逃犯條例修訂草案運動
在反對逃犯條例修訂草案運動的一系列抗议活动中，岭南大学的两名德国交换生于2019年11月被拘留